# Ornithocephalus dressleri
Ornithocephalus dressleri là một loài thực vật có hoa trong họ Lan. Loài này được (Toscano) Toscano & Dressler mô tả khoa học đầu tiên năm 2000.